# かわいい彼
「かわいい彼」（かわいいかれ）は、当時ハロー!プロジェクトに属していたメロン記念日の11thシングル。2003年12月3日に発売された。

## 収録曲
作詞・作曲：つんく
1. かわいい彼
  - 編曲：守尾崇
2. 初雪
  - 編曲：高橋諭一
3. かわいい彼（Instrumental）

## 参加ミュージシャン
かわいい彼
- 全ての楽器：守尾崇
- コーラス：メロン記念日・つんく

初雪
- プログラミング&ギター&コーラス：高橋諭一
- バイオリン：桐山なぎさ

## カバー
- こぶしファクトリー - 1stアルバム「辛夷其ノ壱」の「初回生産限定盤B 特典CD こぶしカバーズ其ノ壱」に収録。